# ويليام ك. والاس
ويليام ك. والاس (بالإنجليزية: William C. Wallace)‏ هو محامي وسياسي أمريكي، ولد في 21 مايو 1856 في بروكلين في الولايات المتحدة، وتوفي في 4 سبتمبر 1901. حزبياً، نشط في الحزب الجمهوري. وقد انتخب عضو مجلس النواب الأمريكي.